# Piracés
Piracés – gmina w Hiszpanii, w prowincji Huesca, w Aragonii, o powierzchni 25,15 km². W 2011 roku gmina liczyła 100 mieszkańców.